# Svobodín
Svobodín je malá vesnice v okrese Mladá Boleslav, je součástí města Dolní Bousov. Nachází se asi 2,9 kilometru západně od Dolního Bousova, v katastrálním území Bechov o výměře 3,52 km². Vesnicí protéká Klenice.

## Historie
První písemná zmínka o vesnici pochází z roku 1790.

## Pamětihodnosti
- Výklenková kaplička (odkazy)

## Osobnosti
- Miroslav Plaček (* 1943), archeolog